# Nguyễn Thị Lý
Nguyễn Thị Lý (sinh 1958) là đại biểu Quốc hội Việt Nam khóa 12, thuộc đoàn đại biểu Thanh Hoá.